# Jacek Czajowski
Jacek Czajowski (ur. 16 lipca 1945, zm. 21 sierpnia 2015) – prawnik, historyk prawa, profesor Uniwersytetu Jagiellońskiego.

## Życiorys
Stopień doktora nauk prawnych uzyskał w 1976 na podstawie dysertacji pt. System rządów prezydencjalnych w republikach Ameryki Łacińskiej, natomiast stopień doktora habilitowanego nauk prawnych otrzymał w 1999 na podstawie rozprawy habilitacyjnej pt. Pozycja prawno-ustrojowa Senatu RP w świetle Konstytucji Marcowej i praktyki ustrojowej.
Pracował w Instytucie Nauk Politycznych Uniwersytetu Jagiellońskiego, a następnie w Katedrze Prawa Ustrojowego Porównawczego Wydziału Prawa i Administracji UJ.
Specjalizował się w zakresie prawa konstytucyjnego, historii parlamentaryzmu i ustrojów państw Ameryki Łacińskiej.
Wykładał także w Gdańskiej Wyższej Szkole Humanistycznej oraz Wyższej Szkole Administracyjno-Społecznej w Warszawie.
Zmarł 21 sierpnia 2015 r. w Krakowie, został pochowany na cmentarzu Prądnik Czerwony (Batowice) (kw. E-XLVIII-wsch.-6).

## Wybrane publikacje
- System konstytucyjny Meksyku, 2010 ISBN 978-83-7666-010-3.
- Konstytucja Republiki Kuby z 24 lutego 1976 roku ze zmianami przyjętymi przez Zgromadzenie Narodowe Władzy Ludowej na XI okresie Sesji Zwyczajnych III Legislatury w dniach 10, 11 i 12 lipca 1992 r., wstęp i tłumaczenie, ISBN 83-85827-79-X.
- Kongres Generalny Meksykańskich Stanów Zjednoczonych, 2002 ISBN 83-7059-569-3.
- Senat Rzeczypospolitej Polskiej pierwszej kadencji 1922-1927. Pozycja prawnokonstytucyjna i praktyka ustrojowa, 1999 ISBN 83-7059-386-0.
- Kardynał Adam Stefan Sapieha, 1997 ISBN 83-04-04271-1.
- Feliks Dzierżyński, 1987 ISBN 83-03-01978-3.
- Sylwetki polityków Drugiej Rzeczypospolitej, 1987 (wspólnie z J.M. Majchrowskim) ISBN 83-7006-170-2.